# Industriemeister
Der Industriemeister,  früher und in Österreich auch derzeit Werkmeister, ist eine staatlich anerkannte Weiterbildung und Prüfung. Rechtsgrundlage ist in Deutschland das Berufsbildungsgesetz. Der Industriemeister ist nicht zu verwechseln mit dem Handwerksmeister, der zur selbständigen Führung eines Handwerksbetriebs berechtigt und mit dem staatlich geprüften Techniker. 
Ein Industriemeister wird in der Regel als industriell-technische Führungskraft auf der Ebene zwischen der Betriebsleitung und seinen unmittelbaren Mitarbeitern verwendet. Die Ausbildung zum Industriemeister verbindet technisches Wissen mit einer stärkeren Ausrichtung auf Führungsaufgaben. Neben technischen Aufgaben obliegen ihm betriebswirtschaftliche Aufgaben. Die Ausbildung zum Techniker ist hingegen stärker auf technische Fachthemen bezogen. Ein typisches Aufgabenfeld eines Industriemeisters ist das eines Produktionsleiters (reibungslose Abläufe in der Produktion und die Sicherstellung von Qualitätsstandards der Produkt, Arbeitsschutz und die Unfallverhütung).

## Geschichte des Werk- und Industriemeisterberufs

### Die Anfänge

Wappen der ehemaligen Werkmeisterschule in Magdeburg (gegründet 1891). – Auch Berufswappen der Werkmeister

Die Stellung des Werkmeisters entstand im Zuge der Industrialisierung aus der Aufgabe des Meisters im traditionellen Handwerk: Aus dem zünftigen Handwerksmeister in der eigenen Werkstatt wurde der „Werkmeister“, zunächst in der Manufaktur, dann im Industriebetrieb, der Fabrik. Dieser war der sichtbare Vertreter des Betriebsinhabers, der mit den anderen handwerklich Tätigen in der Werkstatt arbeitete. Der Meister wies mehr Fachwissen und -können auf als der „normale“ Fabrikarbeiter. Damit stellte er das Bindeglied zwischen der Geschäftsleitung und den Arbeitern auf der unteren Hierarchieebene dar. – Die Bezeichnung „Werkmeister“ selbst wurde aus den Traditionen der mittelalterlichen Bauhütten übernommen, welche sich in ihrem Aufbau und bzgl. der Besitzverhältnisse von den Handwerkerzünften unterschieden und den Begriff „Fabrik“ schon kannten.
Der Meister hatte im Betrieb die Stellung eines Vorgesetzten, die im 19. Jahrhundert folgende Aufgaben ausübte:
- fachliche Personalführung,
- disziplinarische Personalführung,
- technische Funktionen,
- organisatorische Funktionen.[3]

Die Ausbildung der Werkmeister erfolgte in der Regel bedarfsbezogen innerbetrieblich, vereinzelt von Arbeitgeberverbünden organisiert, in den am Ende des 19. Jahrhunderts expandierenden Großunternehmen auch in eigenen Werksschulen, jedoch ebenso in Kursen im entstehenden, zwischen Lehrlingsausbildung und Hochschulen angesiedelten technischen Fachschulwesen (Gewerk- bzw. Gewerbeschulen usw.). Bereits 1855 ist in Chemnitz die erste „Werkmeisterschule“ als eine auf handwerkliche Ausbildung aufbauende Fachschule entstanden. An deren Lehrprogramm orientierten sich viele später entstandene ähnliche Einrichtungen. Weitere ausdrücklich „Werkmeisterschule“ genannte Bildungsstätten gab es in Dortmund, Duisburg, Elberfeld-Barmen (Wuppertal), Gleiwitz, Hannover, Köln und Magdeburg. In Österreich übernahmen teilweise die Staatsgewerbeschulen diese Aufgabe.

### Standesbewusstsein und Berufsverbände
Die gegenüber den lohnabhängigen Arbeitern herausgehobene Stellung als Angestellte mit fixem Gehalt und als „Herren der Werkstatt“ führte trotz der mit diesen geteilten materiellen Abhängigkeit vom Betriebseigentümer zu einem – mit anderen Angestelltenberufen geteilten – Standesbewusstsein, das sich nicht zuletzt auch aus den Traditionen der selbständigen „ehrbaren“ Handwerksmeister speiste. Schon in den 1880er Jahren gründeten sie ständische, von den Arbeitergewerkschaften sich abgrenzende Interessenverbände – zum Teil gemeinsam mit, zum Teil in Konkurrenz zu den Angehörigen der sich gleichzeitig entwickelnden Spezialistenberufe der Techniker und Ingenieure, von denen sich die Werkmeister durch ihren Tätigkeitsschwerpunkt in der Betriebsorganisation und der Personalführung unterschieden.

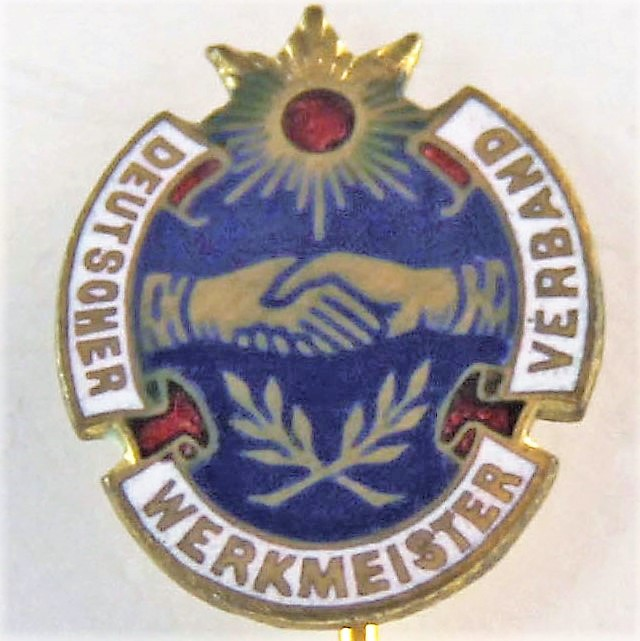
Abzeichen des Deutschen Werkmeister-Verbands (um 1914)

- In Deutschland entstand 1884 in Düsseldorf der Deutsche Werkmeister-Verband (DWV), der 1921 den Dachverband Allgemeiner freier Angestelltenbund (AfA-Bund) mitgründete. Mit ungefähr 130.000 Mitgliedern im Jahr 1929 war er der größte Zusammenschluss in diesem Berufssegment.[5] Daneben gab es den zum christlich-nationalen Gesamtverband deutscher Angestelltengewerkschaften beigetretenen, erst 1919 gegründeten Deutschen Werkmeisterbund (DWB) mit Sitz in Essen und ungefähr 18.000 Mitgliedern im Jahr 1930 sowie einige wesentlich kleinere branchenbezogene Vereinigungen wie etwa den 1907 gegründete Werkmeister-Verband der Schuhindustrie.[6] – Nach der Machtübernahme der Nationalsozialisten 1933 fand die Arbeit aller Verbände ihr Ende. Die bisher eigenverantwortlich organisierte Bildungsarbeit der Werkmeisterorganisationen übernahm die nationalsozialistische Deutsche Arbeitsfront, die in Gelsenkirchen eine „Reichsschule für Werkmeister“ organisierte und mit dem Kursmaterial für die „Lehrgemeinschaften für Werkmeister“ und den Kurs-Abschlussprüfungen ideologischen Einfluss geltend machte, jedoch auch mit den innerbetrieblichen Bildungsmaßnahmen der Industrie in Konkurrenz geriet.[7]
- In Österreich wurde 1895 in der nordböhmischen, damals österreichischen Industriestadt Reichenberg der Allgemeine österreichische Verband der Werkmeister gegründet, dessen Name später in Allgemeiner österreichischer Verband der Werkmeister und Industriebeamten [im heutigen Sinne: -angestellten] erweitert wurde. Er hatte in Wien einen zweiten Sitz. Bereits im Jahr 1911 zählte er 11.500 Mitglieder.[8] Mit dem Anschluss Österreichs an das Deutsche Reich im Jahr 1938 wurde er aufgelöst.
- In der Schweiz entstand 1893 der Schweizer Werkmeister-Verband (SWV), der 1918 Gründungsmitglied der Vereinigung schweizerischer Angestelltenverbände war, sich 1988 in Schweizer Kader Organisation (SKO) und 2021 in Swiss Leaders umbenannte und noch heute besteht.

Diese Verbände entwickelten neben ihrer berufsbezogenen Tätigkeit mit Schulungen, Vorträgen und der Vertretung wirtschaftlicher und rechtlicher Interessen ihrer Mitglieder zum Teil auch ein eigenes Vereinsleben mit Abzeichen und Fahnen als Kennzeichen sowie Kulturprogrammen mit bürgerlich-kulturellem Anspruch. So bestand innerhalb des DWB der Werkmeister Frauen-Verein für die Ehefrauen der Werkmeister, für die es in der verbandseigenen „Werkmeister-Zeitung“ seit 1903 die Beilage „Die Frau Meisterin“ gab, und in Wien bestand ein „Gesangverein der Werkmeister und Industriebeamten“.

### Neuere Entwicklungen
Als die tayloristischen Fertigungs- und Organisationsfunktionen eingeführt wurden, erlebte das Berufs- und das Selbstbild des Meisters in der Industrie aufgrund von Arbeits- und Funktionsteilungen und der damit verbundenen Spezialisierung und Zentralisierung einen enormen Wandel. Steuernde und überprüfenden Aufgaben des Produktionszweigs, fachliche, organisatorische und technische Tätigkeitsfelder, die der Meister zuvor erledigt hatte, wurden umverlegt. Dies hatte deutliche Einschnitte bezüglich der Autorität, des Ansehens und der Aufgabe des Meisters zur Folge. Auch wurde die unmittelbare Verbindung zur Unternehmensleitung durch neu eingeführte Hierarchieebenen unterbrochen. Daher wird diese Zeit auch als die „erste Meisterkrise“ bezeichnet. In dieser Zeit wurde der Werkmeister faktisch zum Industriemeister.
In den 1930er Jahren gab es deutschlandweit Hunderte unterschiedlicher Bezeichnungen für Beschäftigte mit Meisteraufgaben in der Industrie, die erst 1947 unter dem Begriff Industriemeister vereinigt wurden. Die Bezeichnung wurde von der Arbeitsstelle für betriebliche Berufsbildung (ABB), einer von den Wirtschaftsverbänden getragenen Einrichtung, durch die Herausgabe des ersten Einheitskonzeptes für die Heranbildung von Meistern in der Industrie festgelegt. Mit der Gründung der Bundesrepublik Deutschland 1949 hat sich der Meisterberuf mithilfe von öffentlich geregelten Aufstiegsfortbildungen weiterentwickelt. Auch in der DDR gab es diese Weiterentwicklung, allerdings nicht in der vollständig gleichen Form (s. unten).
Der Beginn des Computerzeitalters veränderte wiederum die Stellung des Industriemeisters. Gut geschulte Facharbeiter besaßen vermehrt notwendige spezielle Maschinenkenntnisse, wodurch der Meister von ihnen abhängig wurde. Die Fachkräfte wollten aufgrund ihrer Kompetenzen auch Mitspracherechte eingeräumt bekommen, was die Entscheidungsmacht der Meister einschränkte. In den 1990er Jahren wurde die tayloristisch-fordistische Arbeitsweise von neuen Formen der Arbeitsorganisation, wie beispielsweise Gruppen- und Teamarbeit, abgelöst. Viele Mitarbeiter forderten aufgrund einer Vielzahl eigener Kompetenzen und Qualifikationen einen kooperativen Führungsstil vom Meister ein. Diese „zweite Meisterkrise“ erfolgte von „unten“, da die untergeordneten, fachlich sehr gut ausgebildeten Mitarbeiter auch mehr Entscheidungs- und Kontrollrechte erhielten. Durch den geforderten kooperativen Führungsstil verlor der Meister erneut an Autorität gegenüber seinen Mitarbeitern.
Heutzutage wird der Meister in der Industrie als Vermittler zwischen der Akademiker- und der Arbeiterebene angesehen, also ganz ähnlich der Aufgabe zu Beginn der Geschichte. Derzeit stehen Fragen bezüglich der Zukunft des Industriemeisters im Raum, wie zum Beispiel: „Verdrängt der Ingenieur den Meister?“ oder „Unterliegt der Industriemeister einem Fachkräftemangel?“.

## Aufgaben der Meister in neuen industriellen Fertigungsgruppen
Vereinfacht können zwei unterschiedliche Richtungen der Fertigungsorganisation innerhalb des Verantwortungsfelds der Meister im modernen Industriebetrieb umrissen werden: Erstens Gruppenarbeitskonzepte, die sich am Modell teilautonomer Arbeitsgruppen anlehnen, und zweitens Modelle, die sich an dem Konzept japanischer Fertigungsteams orientieren.

### In teilautonomen Arbeitsgruppen
Im Wesentlichen lassen sich, je nach Ausgestaltung der Kompetenzen der teilautonomen Arbeitsgruppe und der nächsthöheren Hierarchieebene, die folgenden fünf Aufgaben des Industriemeisters unterscheiden:
- zielorientierte Führung und Koordination der Arbeitsgruppen,
- Stabilisierung der Rahmenbedingungen für die Gruppenarbeit,
- kontinuierliche Weiterentwicklung des sozio-technischen Systems,
- Mitarbeit bei Innovationen von Produkten, Technik- und Arbeitsorganisation,
- Personalführung.

Der Schwerpunkt seiner Aufgaben verlagert sich somit von der Führung von Einzelpersonen zur zielorientierten Koordination und Führung der Arbeitsgruppe. Soweit es ihm möglich ist, sollte er auf Änderungen in der Produktplanung mit geeigneten Anpassungsmaßnahmen reagieren und so die Arbeit der Gruppe stabilisieren. Zusätzlich muss er sich auf der technischen Seite mit der Weiterentwicklung von Arbeitsmitteln und -verfahren, von Arbeitsabläufen und Arbeitsbedingungen kümmern. Auf der sozialen Seite können die Förderung der individuellen Qualifikationen der Mitarbeiter und der Teamentwicklung als Aufgaben des Industriemeisters angesehen werden. Neben diesen kontinuierlichen Weiterentwicklungen wird die frühzeitige Mitarbeit bei Produktinnovationen, technischen und arbeitsorganisatorischen Neuerungen vom Industriemeister gefordert. Die wesentliche Funktion bleibt schließlich die Personalführung, die ihm als Disziplinarvorgesetztem obliegt.

### In Fertigungsteams
Bei der Arbeitsorganisation in Form von Fertigungsteams fungiert der Industriemeister als zentrale Steuerungsinstanz und ist als eine Art „Werkstatt-Manager“ für die Planung, Steuerung und Optimierung seines Bereichs weitgehend selbst verantwortlich. Für die Erfüllung dieser Aufgaben verfügt er über entsprechend weitreichende Kompetenzen, was die Personalführung, die Arbeitsvorbereitung und Produktionsablaufplanung anbelangt. Er ist für die Qualifizierung und Beurteilung der Mitarbeiter zuständig, in Abstimmung mit der Personalabteilung auch für Einstellungen, Abmahnungen oder Entlassungen. Auch im Rahmen der Arbeitsvorbereitung und Produktionsablaufplanung verfügt der Industriemeister über deutlich mehr Aufgaben und Kompetenzen als in tayloristisch strukturierten Unternehmen.

## Industriemeister in Deutschland

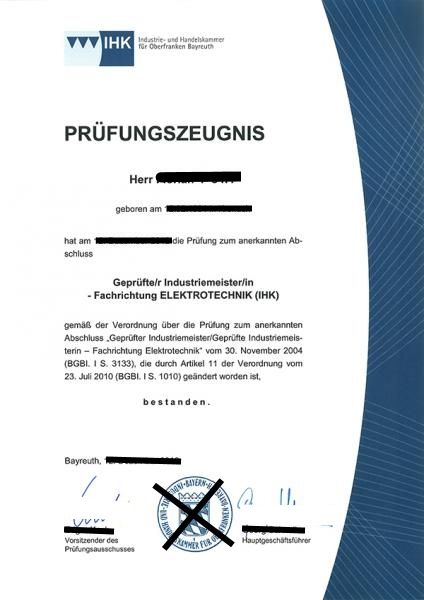
Prüfungszeugnis einer deutschen IHK für einen Industriemeister, Fachrichtung Elektrotechnik

Das Berufsbild des Industriemeisters entwickelte sich historisch aus dem Beruf des Werkmeisters und steht im Gegensatz zu diesem in Deutschland mit der Ausbildungsbezeichnung geprüfter Industriemeister unter gesetzlichem Schutz. Prüfungsinstanzen sind die Industrie- und Handelskammern (IHK). Mehr als 95 Prozent der Industriemeisterprüfungen in Deutschland werden von Männern abgelegt.
Zulassungsvoraussetzung zur Industriemeisterprüfung ist eine mit Erfolg abgelegte Abschlussprüfung in einem anerkannten Ausbildungsberuf, der dem jeweiligen Fachbereich zugeordnet werden kann, und in der Regel eine ein- oder mehrjährige Berufspraxis oder eine Arbeitspraxis von mindestens sechs Jahren in einem Betrieb, der der entsprechenden Industriemeister-Fachrichtung zugeordnet werden kann (z. B. Metall, Chemie, Elektrotechnik, Pharmazie).
Die Prüfung zum Industriemeister gliedert sich in zwei Prüfungsteile:
- fachrichtungsübergreifender Teil (Basisqualifikation)
- fachrichtungsspezifischer Teil (Handlungsspezifische Qualifikation)

Die Prüfungen der Basisqualifikationen und handlungsspezifischen Qualifikationen sind bundeseinheitlich geregelt. Diese findet an deutschlandweit einheitlichen festgelegten Prüfungstagen statt. Ausnahme bilden die mündlichen (Ergänzungs-)Prüfungen.
Der erfolgreiche Abschluss der Ausbildereignungsprüfung ist ebenfalls Bestandteil der Aufstiegsfortbildung. Geprüfte Industriemeister erhalten nach bestandener Meisterprüfung ein Zeugnis als Bildungsnachweis und einen Meisterbrief der prüfenden IHK.
Als Grenzprüfung, die sowohl die Inhalte des Industriemeisters als auch die Grundlagen der Fachwirte vereinigt, prüfen die Industrie- und Handelskammern den sogenannten Technischen Fachwirt.
In folgenden Fachrichtungen werden von den Industrie- und Handelskammern bundesweit einheitliche Prüfungen angeboten:
- Geprüfter Meister für Schutz und Sicherheit
- Geprüfter Industriemeister Chemie IHK[16]
- Geprüfter Industriemeister Elektrotechnik IHK[17]
- Geprüfter Industriemeister Glas IHK[18]
- Geprüfter Industriemeister Isolierung IHK[19]
- Geprüfter Industriemeister Kunststoff und Kautschuk IHK[20]
- Geprüfter Industriemeister Lebensmittel IHK[21]
- Geprüfter Industriemeister Mechatronik IHK[22]
- Geprüfter Industriemeister Metall IHK[23]
- Geprüfter Industriemeister Papiererzeugung IHK[24]
- Geprüfter Industriemeister Papier- und Kunststoffverarbeitung IHK[25]
- Geprüfter Industriemeister Pharmazie IHK[26]
- Geprüfter Industriemeister Printmedien IHK[27]
- Geprüfter Industriemeister Schuhfertigung IHK[28]
- Geprüfter Industriemeister Süßwaren IHK[29]
- Geprüfter Industriemeister Textilwirtschaft IHK[30]

Darüber hinaus haben einzelne Kammern besondere Rechtsvorschriften für Prüfungen in weiteren Fachrichtungen erlassen:
- Geprüfter Industriemeister Akustik- und Trockenbau (IHK Dortmund,[31] IHK Erfurt[32])
- Geprüfter Industriemeister Aufbereitungs- und Verfahrenstechnik (IHK Erfurt,[33] IHK Regensburg[34])
- Geprüfter Industriemeister Flugzeugbau (IHK Schwaben)[35]
- Geprüfter Industriemeister Fruchtsaft und Getränke (IHK Koblenz)[36]
- Geprüfter Industriemeister Gießerei (IHK Düsseldorf,[37] IHK Leipzig[38])
- Geprüfter Industriemeister Gleisbau (HK Hamburg)[39]
- Geprüfter Industriemeister Holzbearbeitung (IHK Kassel,[40] IHK München[41])
- Geprüfter Industriemeister Holzverarbeitung (IHK Kassel,[42] IHK München[43])
- Geprüfter Industriemeister Hüttentechnik (IHK Bochum,[44] IHK Braunschweig,[45] IHK Duisburg,[46] HK Hamburg,[47] IHK Saarland[48])
- Geprüfter Industriemeister Kalk/Zement (IHK Düsseldorf)[49]
- Geprüfter Industriemeister Keramik (IHK Bayreuth,[50] IHK Dresden,[51] IHK Freiburg,[52] IHK Koblenz[53])
- Geprüfter Industriemeister Lack und Beschichtungstechnik (IHK Bremen,[54] IHK Heilbronn,[55] IHK Niederbayern[56])
- Geprüfter Industriemeister Licht und Beleuchtung (IHK Arnsberg)[57]
- Geprüfter Industriemeister Luftfahrtelektronik (IHK Kassel)[58]
- Geprüfter Industriemeister Luftfahrttechnik (IHK Frankfurt am Main,[59] HK Hamburg,[60] IHK Kassel,[61] IHK Kiel,[62] IHK München[63])
- Geprüfter Industriemeister Medizintechnik (IHK Schwarzwald-Baar-Heuberg)[64]
- Geprüfter Industriemeister Netz (IHK Reutlingen)[65]
- Geprüfter Industriemeister Optik (IHK Lahn-Dill,[66] IHK Gera[67])

### Weiterbildungsformen
Der Weiterbildungsprüfung zum Industriemeister vor den örtlichen Industrie- und Handelskammern geht in der Regel ein Vorbereitungskurs voran. Eine Übersicht der Lehrgangsangebote liefert die Datenbank WIS des Deutschen Industrie- und Handelskammertags (DIHK). Die Weiterbildung erfolgt berufsbegleitend, modular oder in Vollzeit. Auch gibt es Angebote für ein Fernstudium, die Vorbereitung im Selbststudium ist ebenfalls möglich.

### Europäischer Qualifikationsrahmen
Der Meisterbrief wird innerhalb der EU anerkannt. Dies wird in der EU-Richtlinie über die Anerkennung von Berufsqualifikationen geregelt, bei der der Meisterbrief im Januar 2012 im Rahmen der Erstellung des Europäischen Qualifikationsrahmens (EQR) auf die Stufe 6 von 8 eingeordnet wurde. Damit steht der Meisterabschluss mit dem Bachelor (B.Eng., B.Sc.) sowie dem Staatlich geprüften Techniker auf der gleichen Stufe. Zu diesem Sachverhalt veröffentlichte der VDI ein Positionspapier, welches herausstellt, dass die Abschlüsse Meister und Staatlich geprüfter Techniker dem gleichen Kompetenzniveau zum Bachelor entsprächen, jedoch nicht gleichartig seien.
Als Interessensorganisation von Industriemeistern und betrieblichen Führungskräften mit ca. 3500 Mitgliedern, fünf Landesverbänden und mehreren regionalen Vereinigungen gibt es den Industriemeisterverband Deutschland (IMV) mit Geschäftsstelle in Duisburg.

### Weiterbildung auf den Meister aufbauend
Geprüfte Industriemeister können folgende Aufstiegsweiterbildungen wahrnehmen:
- zum geprüften technischen Betriebswirt,
- zum geprüften Betriebswirt (HwO),
- zum geprüften technischen Industriemanager.

Sie besitzen zudem mit der erfolgreichen Prüfung die Voraussetzungen für den allgemeinen Hochschulzugang zur Absolvierung eines akademischen Studiums.

### Exkurs: Der Meister in der Industrie der DDR

#### Geschichte und Status
In der Deutschen Demokratischen Republik gab es neben dem traditionellen Meister im Handwerk im industriellen Sektor ebenfalls den Meister als Führungsberuf in der Arbeitsorganisation auf betrieblicher Ebene. In der Aufbauphase nach dem Zweiten Weltkrieg wurden diese in traditioneller Weise aus der Gruppe der qualifizierten Facharbeiter rekrutiert, so wie es zuvor bei den Werkmeistern in der privaten Wirtschaft geschehen ist. Ihre Aufstiegsweiterbildung zum Meister erfolgte in unterschiedlicher Weise berufsbegleitend und oft innerbetrieblich nach den jeweiligen Bedürfnissen.
Orientierte sich das Selbstbild des Meisters zunächst noch am historischen Habitus des „Besten seines Faches“ (bezüglich der technischen Qualifikation) und des „Herrn der Werkstatt“ (bezüglich der ihnen obliegenden Menschenführung), wurde mit dem von der Staatspartei SED betriebenen planmäßigen Aufbau des Sozialismus seit Beginn der 1950er Jahre eine Anpassung der Funktion an die neuen Staatsziele vollzogen. Bereits 1953 wurde er in einer „Meisterverordnung“ als „unmittelbarer Organisator der Produktion und Helfer der in seinem Arbeitsbereich Beschäftigten im Kampf um die Erfüllung der Wirtschaftspläne“ sowie als „der Leiter des ihm übertragenen Produktionsabschnitts oder Arbeitsbereichs“ charakterisiert: Vom „Herrn“ wird er zum „Helfer“, entsprechend der ideologisch zugeschriebenen Rolle der Arbeiter als herrschender Klasse, vom technischen Könner zum Organisator eines „Produktionsabschnitts“. Als letztes Führungsglied in der Kette der Planungs- und Kontrollhierarchie in den Kombinaten und Volkseigenen Betrieben war er in den Augen seiner Vorgesetzten verantwortlich für die Arbeitsproduktivität seiner (ehemaligen) Kollegen (Fach-)Arbeiter, die größtenteils in so genannten „Brigaden“ als den kleinsten Arbeitsgruppen in der Produktion organisiert waren. Seine Position war „unbequem“ zwischen den Effektivitätserwartungen von „Oben“ und dem engen Kontakt zu seinen Untergebenen als unmittelbaren Leistungsträgern. Der Erfolg des Meisters in seiner zugewiesenen Rolle beruhte auf seinen Fähigkeiten als Motivator und „Menschenführer“.

#### Formale Ausbildung

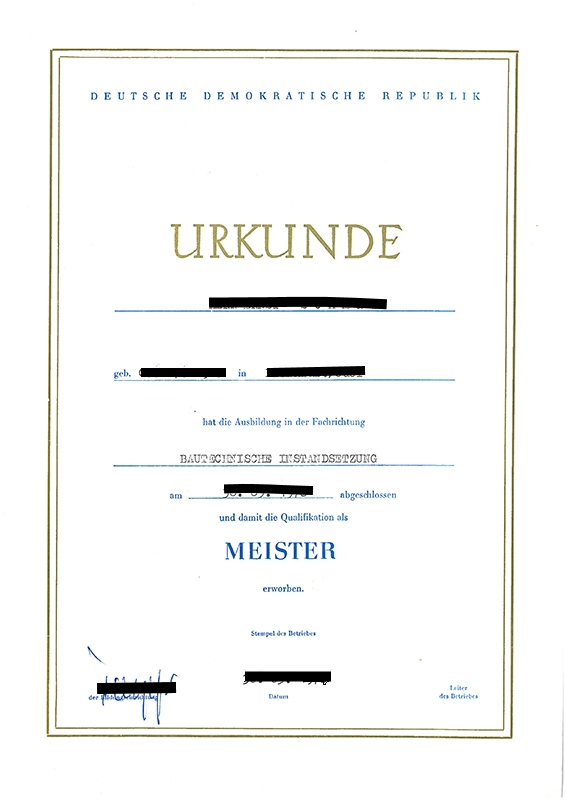
Urkunde über die Qualifikation zum Meister für bautechnische Instandsetzung aus der DDR

Seit 1973 war die Fortbildung zum Meister für die gesamte DDR einheitlich geregelt (GBl. der DDR Teil I/1973, Nr. 33). Die auf zwei Jahre angelegte Ausbildung, zu der der Abschluss als Facharbeiter Zugangsvoraussetzung war, bestand aus drei Stufen:
- der fachübergreifenden Grundlagenausbildung mit 750 Stunden, die in den ersten zehn Monaten zu durchlaufen war. Sie war in der Regel in den zentralen Berufsschulen der Bezirke angesiedelt und machte die Aspiranten mit den unter sozialistischen Prämissen unterrichteten Fächern Arbeitswissenschaften, Betriebswirtschaft, Philosophie und Recht vertraut.
- der Fachausbildung für jede der mit der Zeit ausgewiesenen 177 Fachrichtungen mit mindestens 480 Stunden innerhalb von fünf bis sechs Monaten, organisiert in zentralisierten Bildungseinrichtungen für die gesamte DDR. Hier sollte in den vier jeweils fachbezogenen ausgerichteten Unterrichtsfächern (1.) Technologie, (2.) Maschinen-, Apparate- und Gerätetechnik, (3.) Materialwirtschaft und (4.) Prüf-, Mess- und Kontrolltechnik „vorwiegend das zur Lösung der produktionstechnischen und -organisatorischen Aufgaben des Meisters notwendige Wissen und Können“ vermittelt werden.
- der Spezialisierung als einer Art „Meisterstück“ in Gestalt des sogenannten „Meisterpraktikums“ unter der Anleitung eines Mentors mit einer Dauer von zwei Monaten am vorgesehenen künftigen Einsatzort. Die in den ersten Ausbildungsteilen erworbenen Kenntnisse sollten hier in der Praxis eingeübt und angewendet werden. Am Ende stand eine mündliche Beurteilung durch den Leiter des Arbeitsbereichs und des Mentors, die die Ausbildung für den Meisteraspiranten formal abschloss.

In dieses Lehrschema wurde teilweise auch die traditionelle Ausbildung des Handwerksmeisters integriert (s. Artikel Handwerksmeister).
Eine eigentliche Meisterprüfung gab es nicht, vielmehr wurden mittels Referaten und Teilprüfungen die Qualifikation kumulativ bewertet (Bewertungsordnung in der Meisterausbildung; GBl. der DDR Teil I/1973, Nr. 55). Die Berufsbezeichnung lautete für die Absolventen „Meister für ...“ mit nachfolgender Fachbezeichnung (bspw. Meister für bautechnische Instandsetzung, Meister für Back- und Teigwarenproduktion, Meister für Kraftfahrzeugelektrik usw.).
Zur Unterscheidung von den sonstigen Meisterbezeichnungen und -titeln in Deutschland wird nach der deutschen Vereinigung 1990 für diese Meisterkategorie in der Fachliteratur als Sammelbezeichnung der Terminus Meister in volkseigenen Betrieben bzw. in der volkseigenen Industrie (auch als Kürzel VE-Meister) benutzt.

#### Gleichwertigkeit mit dem geprüften Industriemeister
Nach dem Einigungsvertrag vom 31. August 1990 zwischen der Bundesrepublik Deutschland und der Deutschen Demokratischen Republik stehen die in beiden Staaten erworbenen schulischen und beruflichen Bildungsabschlüsse, mithin auch der Meisterabschluss, „einander gleich und verleihen die gleichen Berechtigungen, wenn sie gleichwertig sind“ (Artikel 37, Abs. 1).
Im Gegensatz zu den handwerksbezogenen Berufen (s. den Artikel Handwerksmeister) wurde im Industriesektor aufgrund von Vorbehalten der Industrie- und Handelskammern (IHK) und der Gewerkschaften wegen der zum Teil erheblichen Unterschiede der Ausbildungsinhalte aufgrund der unterschiedlichen gesellschaftlichen und wirtschaftlichen Systeme keine zentralen Rahmenordnung zur Feststellung einer Gleichwertigkeit mit dem geprüften Industriemeister erlassen; sie ist den IHKs in individuellen Verfahren vorbehalten. Davon unberührt bleibt das Recht zur Führung des Meistertitels in der originalen Form und die Bewertung der Ausbildung durch einzelne Arbeitgeber.

## Werkmeister in Österreich

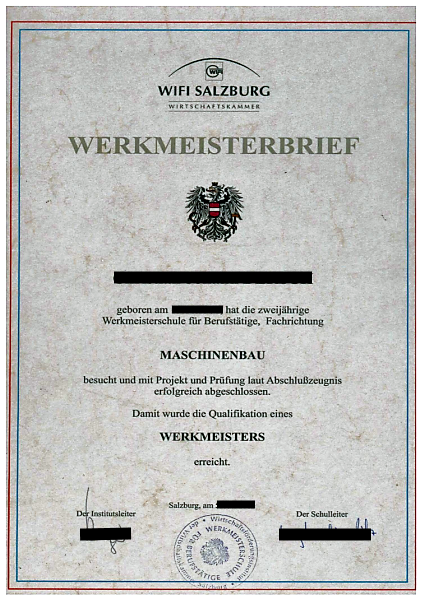
Österreichischer Werkmeisterbrief eines Maschinenbauers

Der Werkmeister ist in Österreich eine qualifizierte technische Führungskraft in Industrie und Gewerbe. Der österreichische Werkmeister ist im Wesentlichen dem deutschen geprüften Industriemeister gleichgestellt; im Gegensatz zu Deutschland ist die Berufsbezeichnung Werkmeister jedoch an den Besuch einer Werkmeisterschule und eine bestandene Abschlussprüfung gebunden und gesetzlich geschützt.
Die erfolgreiche, durch einen Werkmeisterbrief bescheinigte Absolvierung der Werkmeisterschule erfüllt die Zugangsvoraussetzung (Studienberechtigungsprüfung) zur Pädagogischen Hochschule im Bereich Berufsschulpädagogik. Angestellte Werkmeister in der Industrie und dem öffentlichen Dienst sind in ihrer Verwendungsgruppe dem Techniker mit Fachschulabschluss gleichgestellt.
Als „unpolitische Interessensgemeinschaft“ der Führungskräfte der mittleren Führungsebene in den Betrieben zur Wahrung der „besonderen Berufsinteressen für Werkmeister, Techniker und Führungskräfte“ versteht sich der Verband betrieblicher Führungskräfte (VbF) mit Sitz in Wien.

### Ausbildung
Die Ausbildung zum Werkmeister an öffentlichen Schulen oder Schulen mit Öffentlichkeitsrecht ist in gesetzlichen Lehrplänen geregelt und dauert im Allgemeinen vier Semester. Die Werkmeisterschulen für Berufstätige sind gemäß Schulorganisationsgesetz Sonderformen von technischen und gewerblichen Fachschulen. Als Schulen im nicht-universitären Tertiärbereich sind sie auf dem Level ISCED 5B eingestuft. Aufnahmevoraussetzung in eine Werkmeisterschule für Berufstätige ist ein facheinschlägiger Lehrabschluss oder der Abschluss einer einschlägigen Fachschule. Die meisten Werkmeisterschulen in Österreich werden von den Berufsförderungsinstituten (BFI) und von den Wirtschaftsförderungsinstituten (WIFI) als Privatschulen mit Öffentlichkeitsrecht geführt. Über den engen Industriesektor hinaus werden dort auch Meisterabschlüsse für die Sektoren Bau- und Immobilienwirtschaft, Ingenieurbüros, Kosmetik, Speditionen und Transportagenturen und Versicherungsmakler angeboten.
Der Abschluss einer Werkmeisterschule ersetzt unter anderem die Lehrlingsausbilderprüfung, das Modul „Fachbereich“ der Berufsreifeprüfung und befähigt gemeinsam mit der Unternehmerprüfung nach zwei- bis vierjähriger fachlicher Tätigkeit zur Ausübung eines Gewerbes.

### Aufstiegsqualifikation
In manchen Berufen kann nach den Modulen A, B, und C zunächst die Prüfung zum Industriemeister abgelegt und nach dem Modul D zusätzlich der Handwerksmeister.
Personen mit einem Werkmeisterabschluss können nach dem am 1. Mai 2017 in Kraft getretenen neuen Ingenieurgesetz (IngG 2017) nach sechs Jahren einschlägiger Berufspraxis die Qualifikationsbezeichnung Ingenieur beantragen, wenn sie die Hochschulreife (Matura oder gleichgestellter Abschluss) nachweisen können. Zur Feststellung der Qualifikation findet ein Fachgespräch mit Experten statt. Zuständig für das Verfahren sind die Ingenieurzertifizierungsstellen der Wirtschaftskammer Österreich.

### GleichstellungenWerkmeisterin Österreich undgeprüfter Industriemeisterin Deutschland (seit 2008)
Bezeichnung des österreichischen Zeugnisses – Bezeichnung des deutschen Zeugnisses:
- Werkmeister für Bauwesen – geprüfter Polier
- Werkmeister für Elektrotechnik – geprüfter Industriemeister/geprüfte Industriemeisterin Fachrichtung Elektrotechnik
- Werkmeister für Kunststofftechnik – geprüfter Industriemeister/geprüfte Industriemeisterin Fachrichtung Kunststoff und Kautschuk
- Werkmeister für die Papierindustrie – geprüfter Industriemeister/geprüfte Industriemeisterin Fachrichtung Papiererzeugung
- Werkmeister für Technische Chemie und Umwelttechnik – geprüfter Industriemeister/geprüfte Industriemeisterin Fachrichtung Chemie

## Industrie- und Werkmeister in der Schweiz

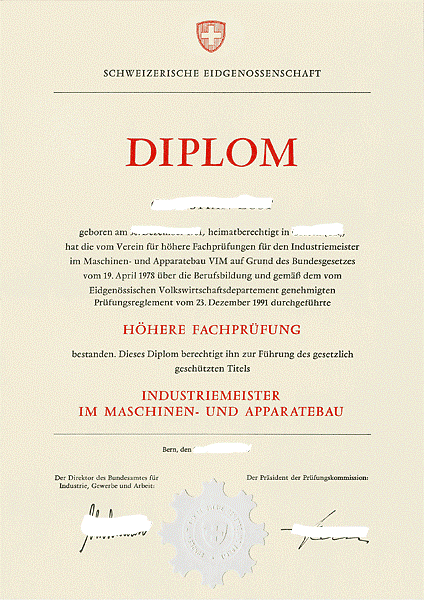
Eidgenössisches Diplom eines Industriemeisters im Fach Maschinen- und Apparatebau

### Eidgenössisch diplomierter Industriemeister
Die Voraussetzung für den Erwerb dieser Berufsbezeichnung sind
- eine abgeschlossene Berufslehre, eine Matura oder gleichwertige Kenntnisse,
- fünf Jahre praktische Tätigkeit in einem Produktionsbetrieb (Berufsausbildung/Matura werden nicht angerechnet), davon mindestens zwei Jahre in einer Führungsfunktion,
- die bestandene Abschlussprüfung.

Die Prüfung ist eine Höhere Fachprüfung, die geschützte Abschlussbezeichnung lautet eidgenössisch diplomierter Industriemeister (kurz: eidg. dipl. Industriemeister). Die Dauer eines Vorbereitungskurses beträgt etwa fünf Semester, für die Prüfungszulassung ist die Teilnahme an einem solchen Kurs jedoch keine Voraussetzung.

### Industriemeister/Werkmeister
Die jeweiligen Ausbildungsinstitute vergeben mitunter eigene Zertifikate für das Bestehen ihres Vorbereitungskurses:
- Das Zertifikat Industriemeister (ohne das Eidgenössische Diplom) wurde bisher von der Swissmem Academy (bzw. der Vorgängerinstitution Swissmem Kaderschule) vergeben. Der zugehörige 65-tägige Kurs stellte eine Vorbereitung zur Höheren Fachprüfung und damit dem eidg. dipl. Industriemeister dar.[82] Seit Januar 2020 führt die erneuerte entsprechende Ausbildung zur Bezeichnung Produktionsleiter/in Industrie.[83]
- Der Abschluss Werkmeister ZbW wird vom Zentrum für berufliche Weiterbildung vergeben und stellt ebenfalls eine (schulinterne) Zwischenstufe zum eidg. dipl. Industriemeister dar.[84]

Interessenvertretung der (diplomierten und nicht diplomierten) Berufsgruppe sind die Swiss Leaders mit ca. 10'000 Mitgliedern, deren Organisation bis 2021 die Bezeichnung Schweizer Kader Organisation (SKO) und bis 1988 Schweizer Werkmeisterverband (SWV) trug.